# Herb Budzynia
Herb Budzynia – jeden z trzech urzędowych symboli miasta i gminy Budzyń w postaci herbu.

## Blazon
W polu czerwonym połuorzeł srebrny i klucz złoty w pas zębami w dół.

## Opis herbu
Herbem gminy Budzyń jest położony po prawej stronie czerwonego pola tarczy srebrny (biały) połuorzeł niekoronowany z głową skierowaną w prawo, umieszczony na leżącym poziomo złotym (żółty) kluczu. Orzeł ma uniesione skrzydło z piórami skierowanymi w górę oraz złoty (żółty) dziób i szpony oraz srebrny (biały) język. Klucz z ozdobnym uchem skierowany jest piórem w prawo oraz zębami w dół. Całość osadzona została w późnogotyckiej tarczy typu hiszpańskiego.

## Tynktura
Pole tarczy herbowej czerwone. Połuorzeł srebrny (biały). Oręż i klucz złote (żółte). Język srebrny (biały). Kontur rysunku czarny.

## Ustanowienie
W 1641 roku król Władysław IV obdarował mieszkańców Budzynia herbem, służącym do oznaczania dokumentów. W budowie herbu wykorzystano figurę połuorła. Herb został ustanowiony przez Radę Miasta i Gminy w Budzyniu 10 lutego 2021 r.

## Informacje

Herb Budzynia do 2021 roku

Dotychczasowy statutowy wizerunek herbu uznany został przez ekspertów Komisji Heraldycznej za niewłaściwy. Poza mankamentami formalnymi herb zawierał także istotne uchybienia heraldyczne i plastyczne. Nowe symbole gminy zostały opracowane w zgodzie z zasadami heraldyki i weksylologii oraz sztuki współczesnego projektowania graficznego. Ich wzory uzyskały w styczniu 2021 roku pozytywną opinię Ministra Spraw Wewnętrznych i Administracji na podstawie uchwały Komisji Heraldycznej.
Nowy wzór herbu wykonany został przez Aleksandra Bąka, specjalistę projektowania grafiki użytkowej oraz heraldyki samorządowej. Wizerunek heraldyczny stanowi odtworzenie przedstawienia, zachowanego na lakowym odcisku pieczęci miejskiej z XVIII wieku. Jest ono zgodne z treścią przywileju lokacyjnego, wystawionego przez króla Władysława IV Wazę 20 lipca 1641 roku. Wedle zapisów królewskiego dokumentu na pieczęci miejskiej widnieć miała połowa orła barwy białej oraz klucz. Przedstawienia orła oraz klucza poddane zostały restylizacji, uwzględniającej przełożenie źródłowego wzoru godła z formy owalnej pieczęci na właściwy heraldycznie kształt tarczy.